# Anthony Civella

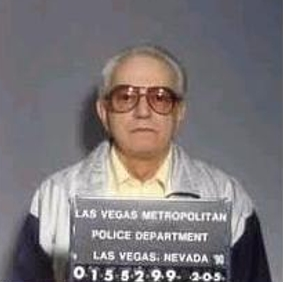
Anthony Civella

Anthony Thomas „Tony Ripe“ Civella, Sr. (* 17. Februar 1930 in Kansas City; † 14. Februar 2006 in Phoenix) war ein italienisch-amerikanischer Mobster der amerikanischen Cosa Nostra und ein Jahrzehnt lang der Boss von der nach seinem Onkel Nicholas „Nick“ Civella benannten Civella-Familie (Kansas City Crime Family) aus Kansas City (Missouri).

## Leben

### Frühe Jahre
Anthony Thomas wurde am 17. Februar 1930 in Kansas City als Sohn von Carl und Fannie Civella geboren. Am 6. Februar 1951 heiratete er seine Jugendliebe Molly DeLuna und im Laufe der Jahre bekamen sie fünf Kinder. Molly war die Schwester des später ebenso hochrangigen Mobsters Carl Angelo DeLuna.
Im Jahr 1952 erfolgte der erste Eintrag in sein Strafregister.  Als junger Mann begann er für die Organisation zu arbeiten, die zu diesem Zeitpunkt von seinem Onkel Nicholas Civella angeführt wurde. Sein Vater Carl „Corky“ Civella diente als Underboss der Familie und war somit die rechte Hand seines jüngeren Bruders Nicholas.

### Glücksspiel und Haft
Im Jahr 1981 wurden Nicholas und Carl Civella zusammen mit 5 weiteren Männern wegen illegaler Abschöpfung von Geldern aus dem Tropicana Casino in Las Vegas angeklagt und zwischen 1983 und 1984 verurteilt. Diese Ereignisse wurden 1995 auch in Martin Scorseses Casino verfilmt.
Nicholas Civella starb 1983 an Lungenkrebs im Federal Medical Facility von Springfield (Missouri). Sein Bruder Carl übernahm die Führung der „Familie“ und machte Anthony für die Durchführung der Glücksspiel-Interessen verantwortlich, die unter anderem das Tropicana, das Fremont Hotel and Casino und das Stardust-Casino in Las Vegas beinhalteten.
1984 wurden auch Anthony und sein Vater Carl inhaftiert und William Dominick Cammisano, Sr. übernahm fortan die Leitung der Familie. Ende der 1980er Jahre wurde Anthony aus der Haft entlassen und beteiligte sich am illegalen Verkauf von gestohlenen verschreibungspflichtigen Medikamenten an der Westküste; dies führte zu einer weiteren Gefängnisstrafe, die er im Sommer 1992 antrat. Während seiner Zeit in Haft verstarb sein Vater am 2. Oktober 1994 an einer Lungenentzündung während er noch im Gefängnis saß. Trotz eines Appells an Präsident Bill Clinton wurde ihm die Erlaubnis zur Teilnahme an der Beerdigung seines Vaters verweigert. Zwei Jahre später verstarb auch William Cammisano, Sr. und Anthony wurde der neue Boss der Organisation.

### Letzte Jahre
Anthony wurde 1997 aus der Haft entlassen. Während dieser Zeit wurde er von der Nevada Gaming Commission in das sogenannte „schwarze Buch für das Verbot von unerwünschten Personen in Nevada-Kasinos“ eingeschrieben.
Am 14. Februar 2006 starb Anthony Civella im Alter von 75 Jahren durch einen Herzinfarkt beim Golfen in Arizona. Es wird angenommen, dass der Patensohn von Anthony Civella, John Sciortino, auch bekannt als „Johnny Joe“, der neue Boss der Familie ist und William Cammisano, Jr. als Underboss durch „Las Vegas Pete“ Simone ersetzt wurde.
Sein Sohn Vincent F. Civella wurde im März 2010 wegen einer illegalen Glücksspiel-Operation im Internet, zu 8 Monaten Haft und einer Strafe von 40.000 US-Dollar verurteilt. Auch sein Sohn Anthony T. Civella Jr. wurde im Februar 2014 wegen Bank-Diebstahl und Geldwäsche angeklagt.